# Gyula Ortutay
Dans le nom hongrois Ortutay Gyula, le nom de famille précède le prénom, mais cet article utilise l’ordre habituel en français Gyula Ortutay, où le prénom précède le nom.
Gyula Ortutay  est un ethnographe et un homme politique hongrois, qui fut ministre de la religion et de l'éducation entre 1947 et 1950.

## Biographie
Né à Szabadka (aujourd'hui : Subotica, Serbie) dans une famille catholique de la petite bourgeoisie. Ses parents étaient István Ortutay journaliste, rédacteur en chef du Szegedi Napló (hu) et Ilona Borsodi. Il termina ses études secondaires chez les piaristes de Szeged. Ensuite, il fréquenta l'université François-Joseph à partir de 1928. Son professeur de psychologie était Hildebrand Dezső Várkonyi (en). Très vite, il fit des amis de gauche comme Miklós Radnóti, Gábor Tolnai, Dezső Baróti, Ferenc Erdei, György Buday et Viola Tomori.
Il épousa en 1938 Zsuzsa Kemény, qui fut présidente de l'Association hongroise de danse à partir de 1948. Ils eurent trois enfants : Mária (psychologue), Tamás (céramiste) et Zsuzsanna (infirmière).

## Carrière politique
Il entra en contact avec les intellectuels communistes (László Orbán (en), Gyula Kállai, Ferenc Hont) à la fin des années 1930, mais c'est Endre Bajcsy-Zsilinszky qui le marqua le plus. À partir de 1942, il participa aux mouvements antifascistes. L'année suivante, il rejoignit le Parti civique indépendant des petits propriétaires et des travailleurs agraires (FKGP). Il fut secrétaire général du Conseil national du Front patriotique populaire.

## Galerie

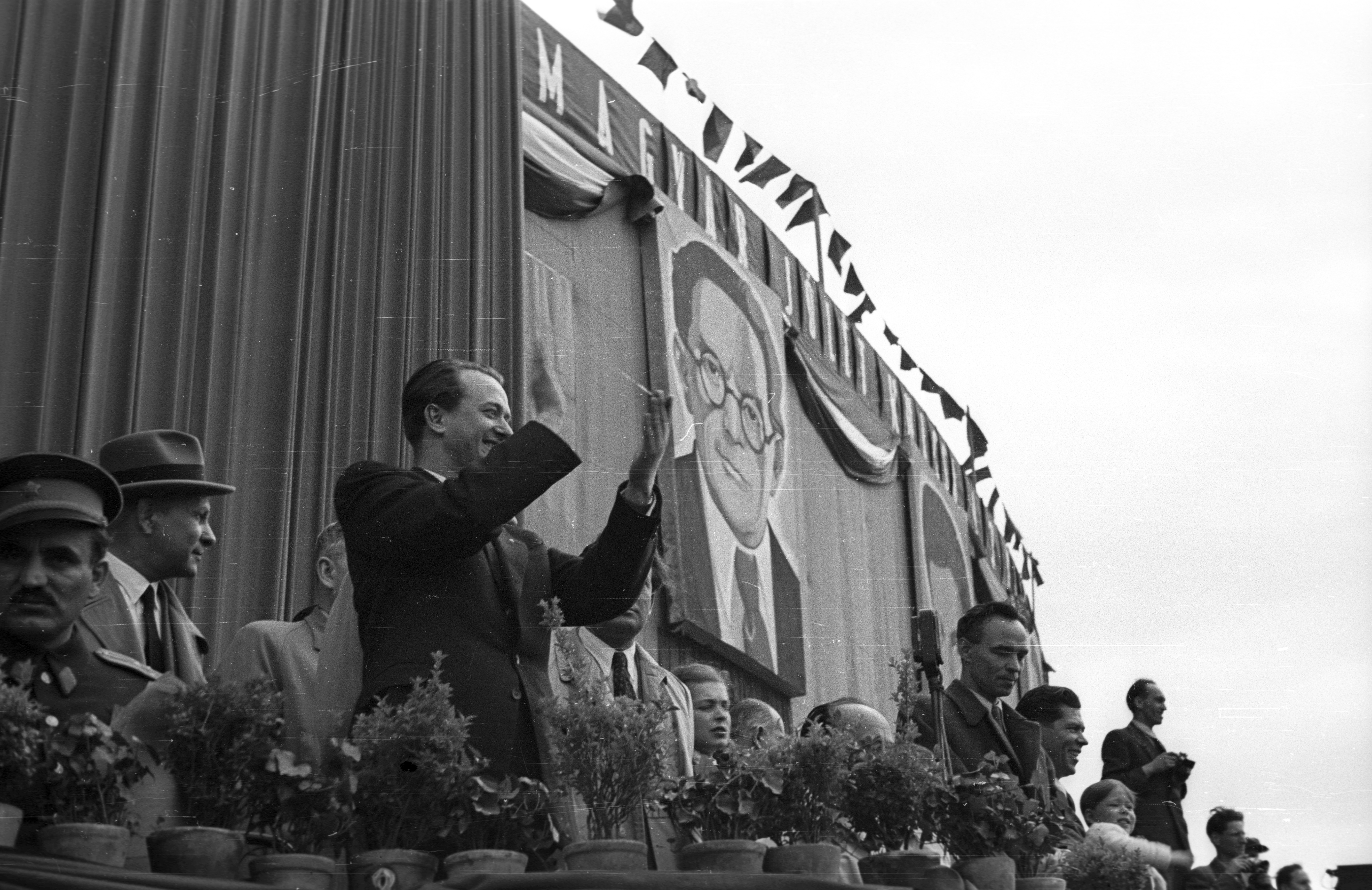
Place des Héros, Gyula Ortutay à gauche, László Rajk et György Marosán au milieu, pendant la cérémonie du 1er mai 1947.
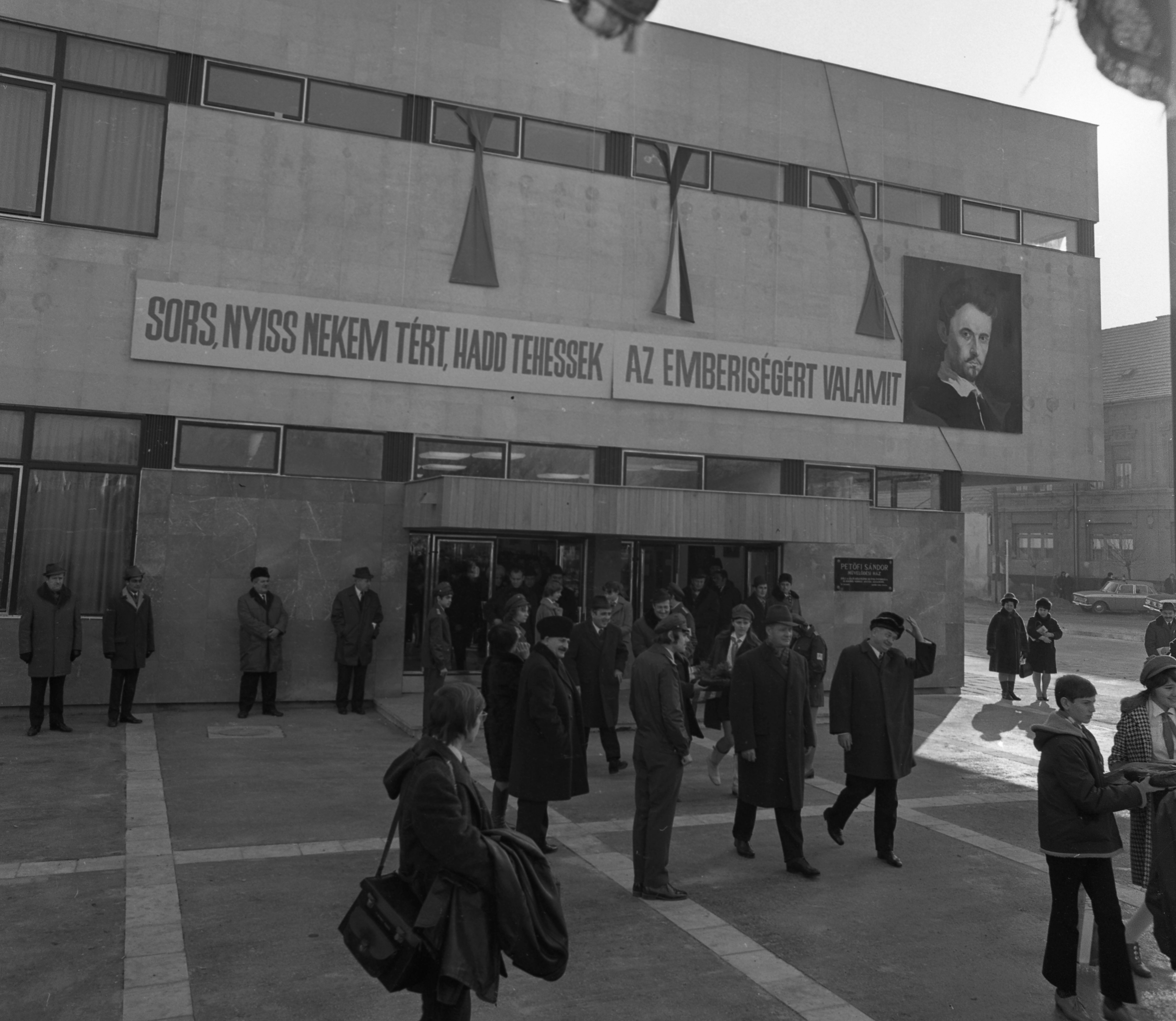
Centre culturel Sándor Petőfi de Kiskőrös. Au milieu, Pál Losonczi et Gyula Ortutay en 1973.
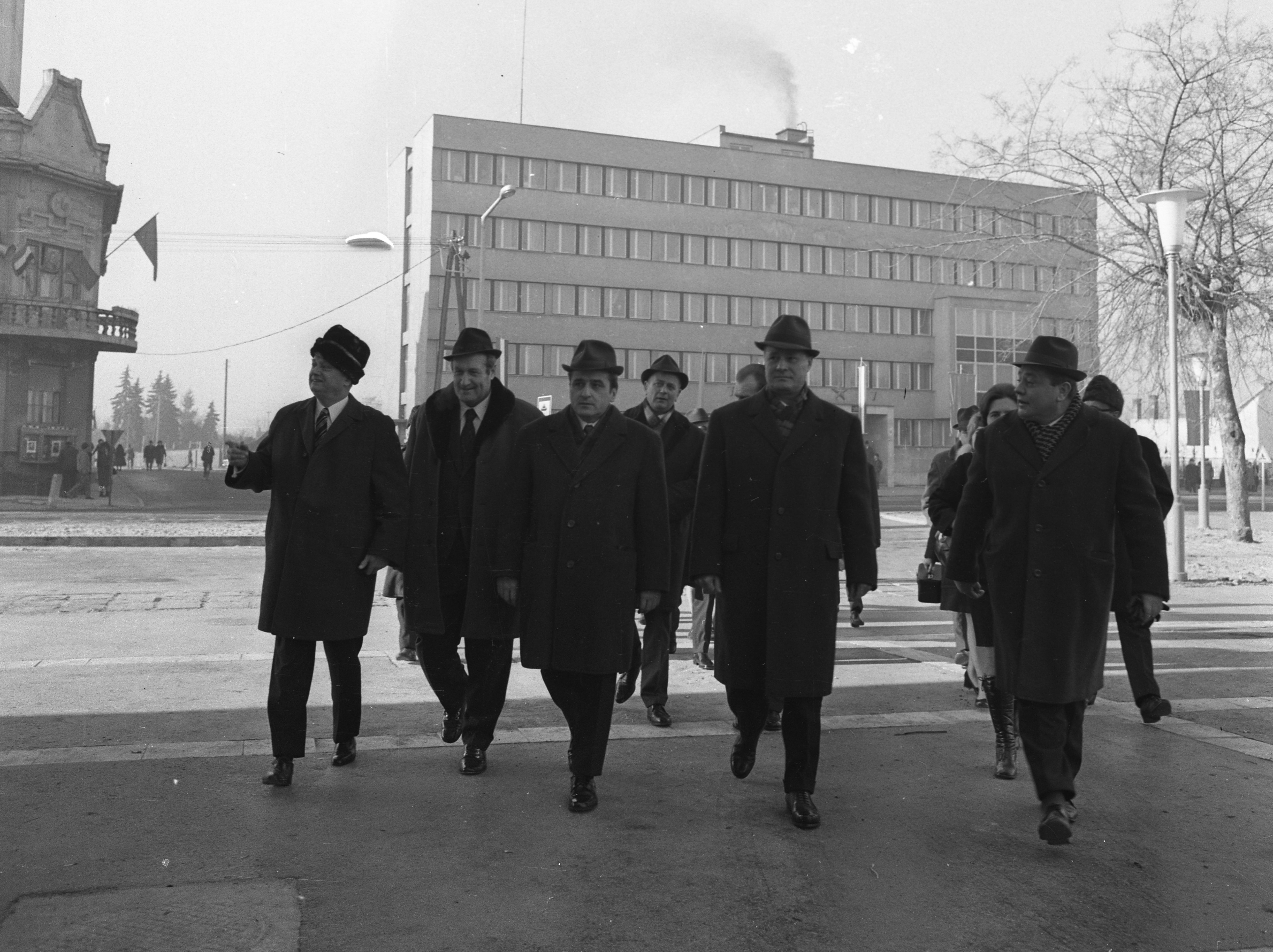
Place Sándor Petőfi, Gyula Ortutay à gauche, Pál Losonczi à droite. À l'arrière-plan se trouve l'ancien bureau de district, aujourd'hui tribunal de district de Kiskőrös.

## Postérité
- (2043) Ortutay, un astéroïde de la ceinture principale d'astéroïdes.